# 小行星5196
小行星5196（5196 Bustelli）是一颗绕太阳运转的小行星，为主小行星带小行星。该小行星于1973年9月30日发现。

## 轨道参数
小行星5196的轨道半长轴为2.7013825 UA，离心率为0.138。